# Pleuroptya brevipennis
Pleuroptya brevipennis là một loài bướm đêm trong họ Crambidae.